# 瑞丽市人民医院
24°00′41″N 97°51′13″E / 24.011436°N 97.853620°E
瑞丽市人民医院，是中华人民共和国云南省德宏傣族景颇族自治州瑞丽市的一所公立医院，为二级甲等综合医院。

## 历史
1946年，瑞丽设治局在弄岛建立卫生院，建草房10间为院部:609。1947年瑞丽事件爆发，景颇族火烧瑞丽设治局，卫生院随设治局迁往勐卯城，在城外借私人草屋三间使用:610。1951年4月，保山专区派遣4名医务人员到瑞丽，组建新的瑞丽县卫生院:200。1954年搬迁至现址，1956年更名瑞丽县民族医院:200。1969年“文化大革命”时期，多数医务人员被下放基层，仅留二十余名医生、护士应付日常医疗:610。1978年后，恢复正常工作:610。1987年，被卫生部评定为二级甲等医院:492。1992年瑞丽撤县设市，随之更名瑞丽市民族医院:492。2009年5月13日，正式更名瑞丽市人民医院:414。